# Communauté de communes Terre de Granite
La communauté de communes Terre de Granite est une ancienne communauté de communes française, située dans le département des Vosges en région Grand Est.

## Histoire
La communauté de communes a été créée le 1er janvier 2014 par la fusion de la Communauté de communes des vallons du Bouchot et du Rupt et de la Communauté de communes de la Vallée de la Cleurie.
La communauté de communes fusionne avec deux autres EPCI pour former la communauté de communes des Hautes Vosges au 1er janvier 2017 ; la commune de Saint-Amé rejoint de son côté la communauté de communes de la Porte des Vosges Méridionales.

## Composition
La communauté de communes était composée de 9 communes :
| Nom                 | Code Insee | Gentilé      | Superficie (km2) | Population (dernière pop. légale) | Densité (hab./km2) |
| ------------------- | ---------- | ------------ | ---------------- | --------------------------------- | ------------------ |
| Le Syndicat (siège) | 88462      | Syndiciens   | 18,29            | 1 930 (2014)                      | 106                |
| Basse-sur-le-Rupt   | 88037      | Bassurois    | 13,73            | 876 (2014)                        | 64                 |
| Cleurie             | 88109      | Cleurisiens  | 11,04            | 660 (2014)                        | 60                 |
| La Forge            | 88177      | Forgerons    | 4,72             | 543 (2014)                        | 115                |
| Gerbamont           | 88197      | Gerbamontois | 9,69             | 368 (2014)                        | 38                 |
| Rochesson           | 88391      | Rochenats    | 21,49            | 704 (2014)                        | 33                 |
| Saint-Amé           | 88409      | Stamésiens   | 8,07             | 2 191 (2014)                      | 271                |
| Sapois              | 88442      |              | 16,89            | 648 (2014)                        | 38                 |
| Vagney              | 88486      | Voinrauds    | 24,91            | 3 929 (2014)                      | 158                |

## Administration
| Période                                  | Période | Identité        | Étiquette | Qualité                        |
| ---------------------------------------- | ------- | --------------- | --------- | ------------------------------ |
| Les données manquantes sont à compléter. |         |                 |           |                                |
|                                          | 2014    | Évelyne Bernard | DVD       | Maire de Vagney (2008-2014)    |
| 2014                                     | 2016    | Patrick Lagarde |           | Maire de Cleurie (depuis 2001) |

## Équipements culturels

### Médiathèque intercommunale
Située Place de la Libération à Vagney, la médiathèque intercommunale Terre de Granite a ouvert ses portes en septembre 2013. 
Elle propose différents services comme la possibilité d'emprunter des documents ou de les consulter sur place, un accès internet, la mise à disposition de matériel spécifique pour les personnes ayant des difficultés visuelles, le portage à domicile ou encore la possibilité de consulter son catalogue en ligne sur son site internet.